# Белоглав лангур
Белоглавият лангур (Trachypithecus poliocephalus) е вид бозайник от семейство Коткоподобни маймуни (Cercopithecidae). Видът е критично застрашен от изчезване.

## Разпространение
Разпространен е във Виетнам и Китай.